# Bíróné Váró Éva
Bíróné Váró Éva (Székelyudvarhely, 1915. február 6. – Szörényvár, 1949. szeptember 5.) magyar költőnő Bíró Sándor történész felesége.

## Életútja
Tanulmányait a székelyudvarhelyi tanítónőképzőben végezte 1932-ben. Első verseit az Ifjú Erdély és a Pásztortűz közölte. Tompa László előszavával megjelent Tavaszból nyárba (Kolozsvár, 1939) c. kötete húsz-húsz leány- és asszonykori verset tartalmaz a családi élet és a hazai tájak témaköréből, Reményik Sándor modorában, akinek a Hallgatás országáról írt versét ajánlja (Az én birodalmam). Akarsz-e hősnő lenni? című füzetében (Kolozsvár, 1939) a leányokhoz szólt. 1944 után élete holtvágányra futott, elhagyta családját, majd öngyilkos lett.